# Canidia turnbowi
Canidia turnbowi är en skalbaggsart som beskrevs av James E. Wappes och Steven W. Lingafelter 2005. Canidia turnbowi ingår i släktet Canidia och familjen långhorningar. Inga underarter finns listade.